# سیردنگ
سیردنگ، پیاز مزرعه روی، پیاز بنفش یا منگله (نام علمی: Allium atroviolaceum) نام یک گونه از سرده والک است.